# Parque natural nacional de Skole Beskids
El parque natural nacional de Skole Beskids (en ucraniano: Сколівські Бескиди) cubre la Cordillera Skole Beskids de los montes Cárpatos en el extremo occidental de Ucrania. Fue creado el 11 de febrero de 1999, para proteger los bosques de hayas y los bosque mixtos de hayas y abetos de los Cárpatos, y para proporcionar usos ambientales, ecológicos, estéticos, educativos y recreativos. El parque está situado en los distritos administrativos (raión) de Skole, Drohóbych y Turka  en el óblast de Leópolis.

## Topografía
El terreno en el que se asienta el parque es principalmente montañoso, con el parque dividido en los valles del río Stryi y el río Opir. La altitud sobre el nivel del mar es de 600 a 1260 metros. El punto más alto en los límites del parque es el monte Parasja. La cordillera corre de noroeste a sureste, con picos formados por cortes de ríos entre ellos.
La geología de la cordillera está formada por rocas sedimentarias de aguas profundas de las edades Cretácico y Paleógeno, conocidas como flysch, compuestas de rocas de areniscas, limolitas, argilitas, calizas y margas.

## Clima y ecorregión

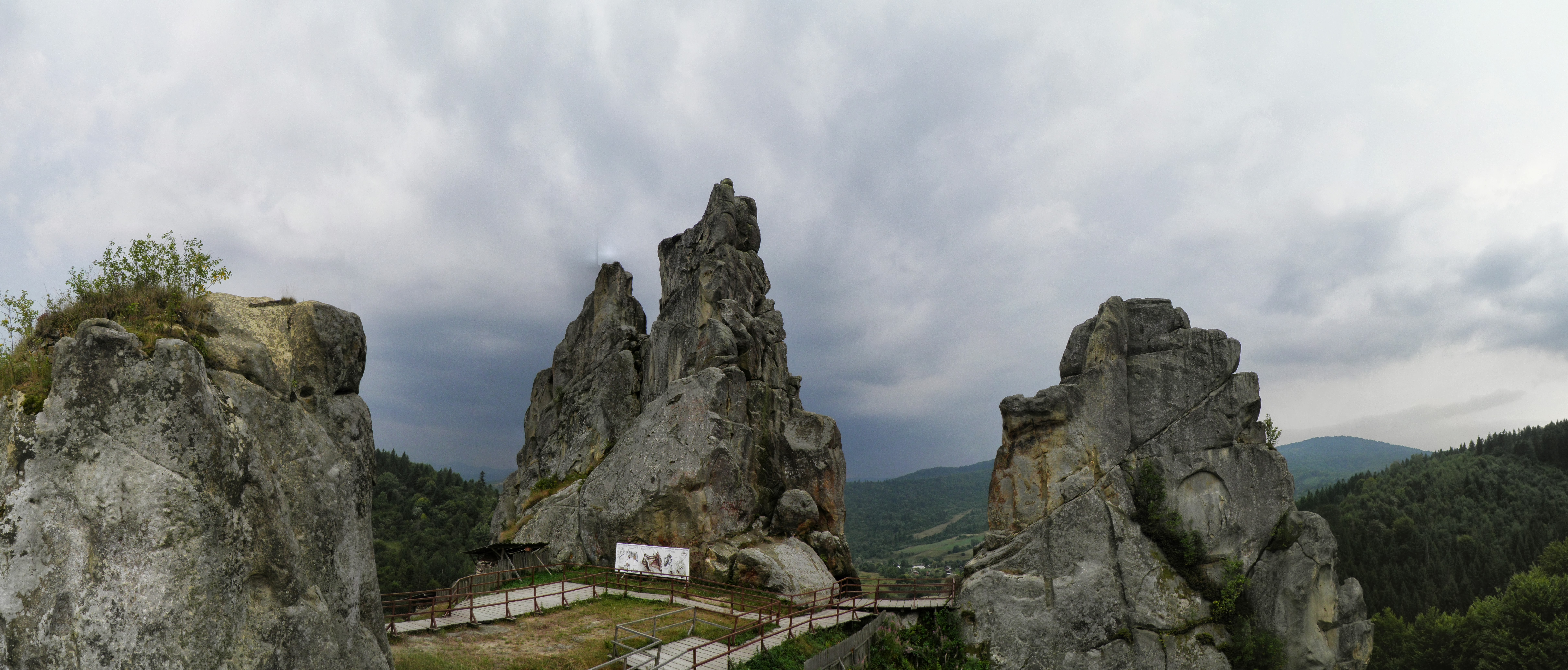
Pasarela de senderismo, Tustan Hill Fort

El clima del parque es Clima continental húmedo, con veranos cálidos (clasificación climática de Köppen (Dfb)). Este clima se caracteriza por grandes diferencias estacionales de temperatura y un verano cálido (al menos cuatro meses con un promedio de más de 10 °C (50,0 °F), pero ningún mes con un promedio de más de 22 °C (71,6 °F). En el parque, la temperatura media en enero es de −6 °C (21,2 °F), y de 16 °C (60,8 °F) en julio. La precipitación media anuales de 800-1100 milímetros (31,5-43,3 plg), con frecuentes deshielos en invierno y un espesor medio de nieve de 39 centímetros (15,4 plg).
El parque natural nacional de Skole Beskids está situado en la ecorregión de bosques mixtos de Europa central, un bosque templado de frondosas que cubre gran parte del noreste de Europa, desde Alemania hasta Rusia.

## Flora y fauna
La mayor parte de la superficie del parque está cubierta de bosques, sobre suelos de grava. En las altitudes más altas los bosques son de abetos y hayas, muchos de ellos de más de 100 años. En el parque se han contabilizado más de 635 especies de plantas vasculares, 204 animales vertebrados, 18 especies de peces, 9 anfibios, 6 de reptiles, 121 especies de aves y 50 de mamíferos.

## Uso público

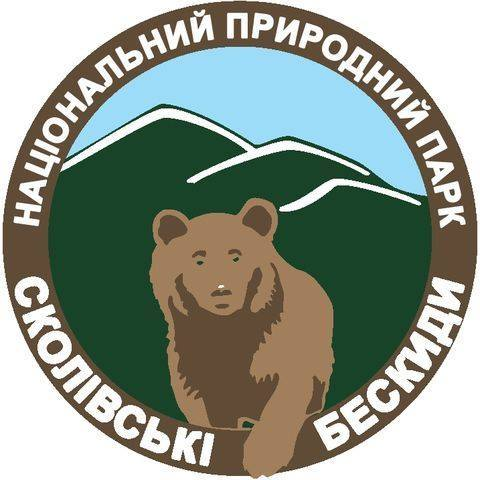
Logo del parque

Históricamente, la zona ha sido conocida por los balnearios y el turismo, debido al clima templado y las actividades al aire libre. El parque continúa con estas actividades hoy en día, con más de veinte casas de recreación y pensión en su territorio. Los servicios que ofrece el parque incluyen excursiones a caballo, recorridos ecológicos y visitas guiadas al monte Parashka.